# Кунц, Стефани
Стэфани Кунц (англ. Stephanie Coontz; род. 31 августа 1944, Сиэтл, Вашингтон) — американский писательница, историк и преподавательница в Колледже Вечнозелёного штата. Является автором и соавтором нескольких книг об истории семьи и брака.

## Образование
В 1966 году Кунц получила звание бакалавра по истории США в Калифорнийском университете в Беркли, где она была членом политической партии и участвовала в движении за гражданские права и Движения Свободы слова . После окончания обучения с отличием, она была направлена в Вашингтонский университет, где получала стипендию Вудро Вильсона (Woodrow Wilson).
В 1970 году она получила степень магистра в истории Европы от этого вуза, но потом, бросила написание дипломной работы, чтобы стать сотрудником, а затем национальным координатором Национальной коалиции действий за мир (National Peace Action coalition), которая занималась организацией мирных, законных демонстраций против войны во Вьетнаме.
Прежде чем вернуться на полный рабочий день обучения в 1975 году, Стэфани Кунц активно участвовала в Молодёжном социалистическом альянсе, связанном с Социалистической рабочей партией. Однако в конце 1970-х годов Кунц ушла из этой партии.

## Карьера
С апреля 2001 года директор по научным исследованиям и просветительской работе Совета по проблемам современной семьи (Council on Contemporary Families).

## Известность и творчество
Стала известной как автор книги «История брака: Победа любови» (Marriage, A History: How Love Conquered Marriage), которую «Вашингтон пост» признала одной из лучшей книг 2005 года.
Также является автором таких произведений:
- «Странное смешение: Женские чары и американки на заре 60-х» (A Strange Stirring": The Feminine Mystique and American Women at the Dawn of the 1960s);
- «Путь, которым мы никогда не ходили: Американские семьи и западня ностальгии» (The Way We Never Were: American Families and the Nostalgia Trap);
- «Путь, которым мы действительно идем: Приход к соглашениям с семьями, изменившими Америку» (The Way We Really Are: Coming to Terms with America’s Changing Families);
- «Социальные источники частной жизни: История американских семей» (The Social Origins of Private Life: A History of American Families).

## Награды и достижения
В 1995 году она получила Премию Дейла Ричмонда от Американской академии педиатрии за «выдающийся вклад в области детского развития».

В 2001 от Совета по семейным отношениям штата Иллинойс получила награду «Друг семьи».